# Горнбах
Горнбах (нім. Hornbach) — місто в Німеччині, розташоване в землі Рейнланд-Пфальц. Входить до складу району Південно-Західний Пфальц. Складова частина об'єднання громад Цвайбрюккен-Ланд.
Площа — 13,32 км2. Населення становить 1424 ос. (станом на 31 грудня 2020).

## Галерея

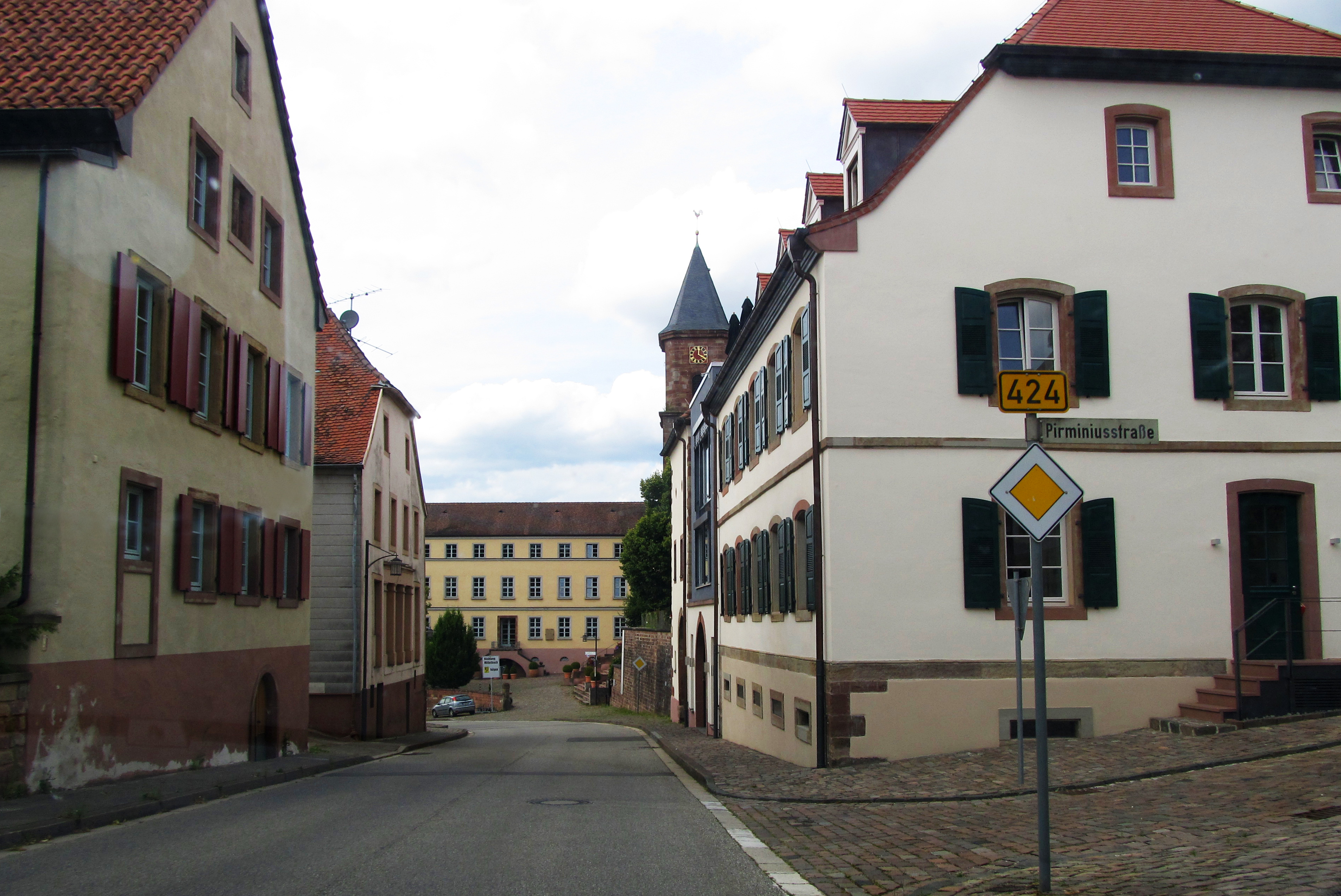
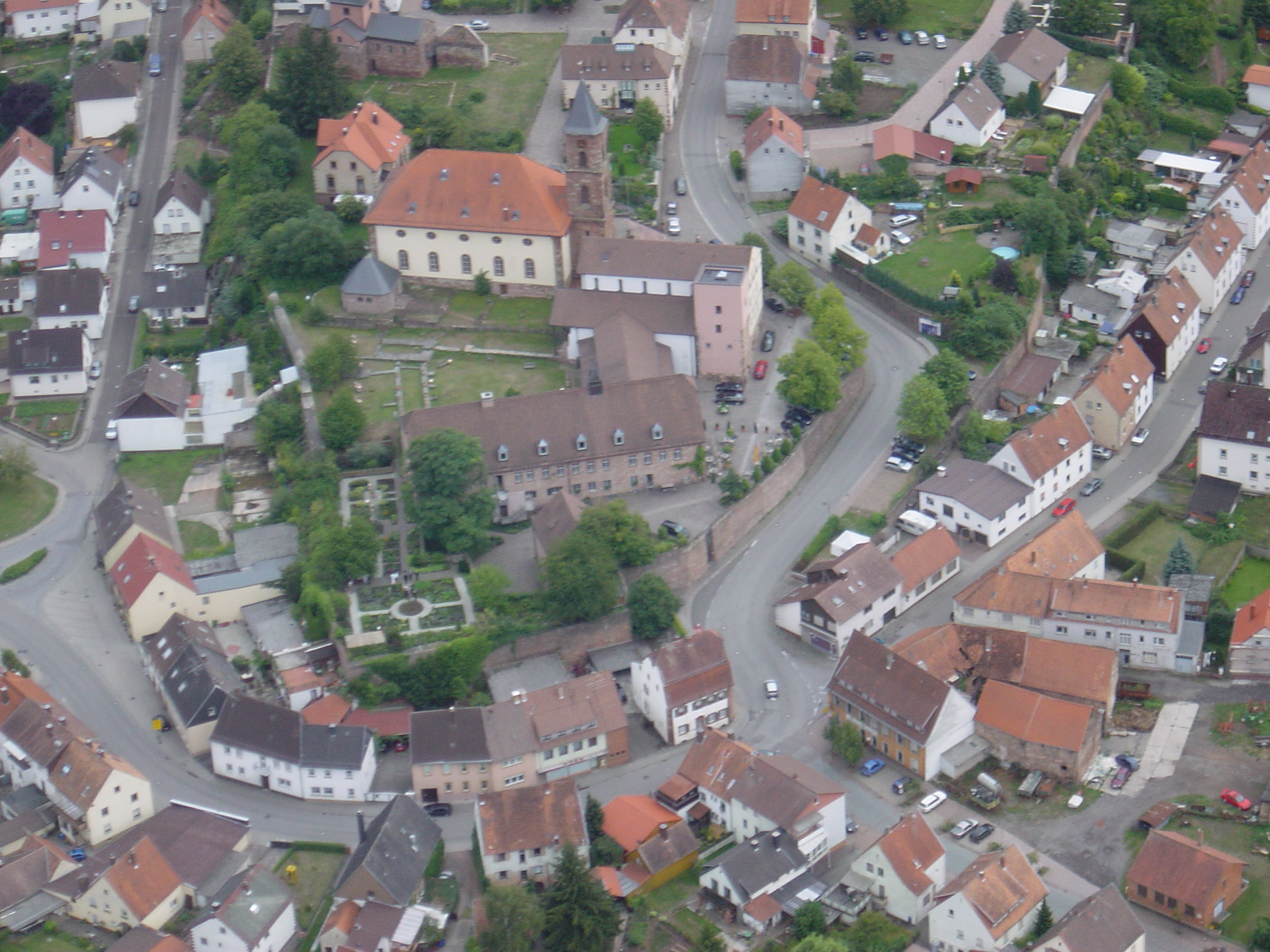
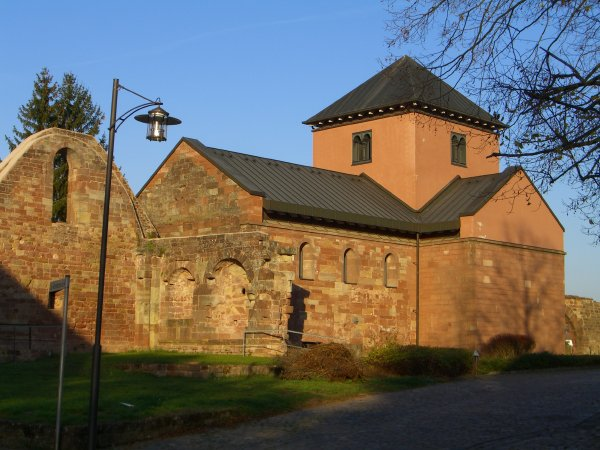
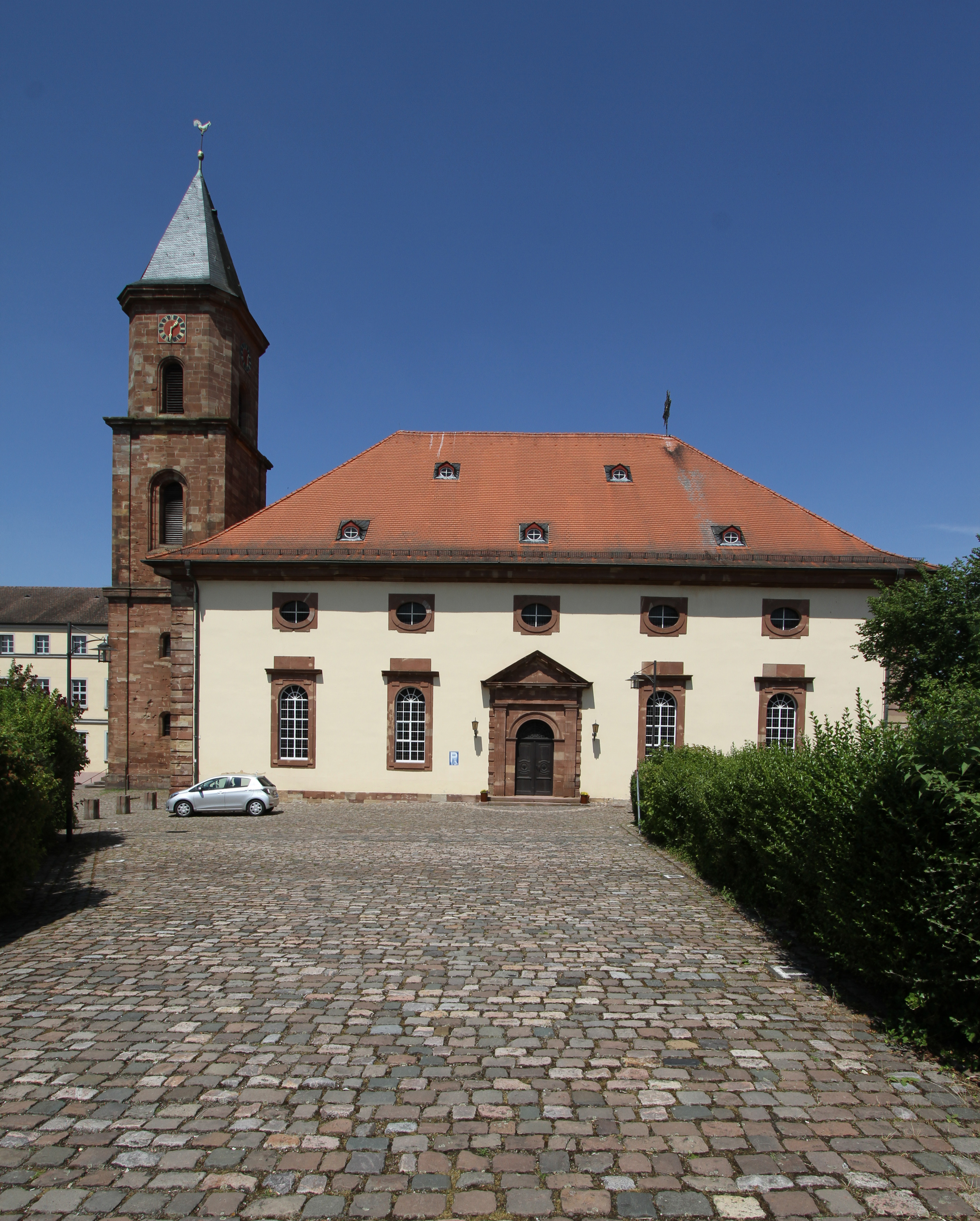
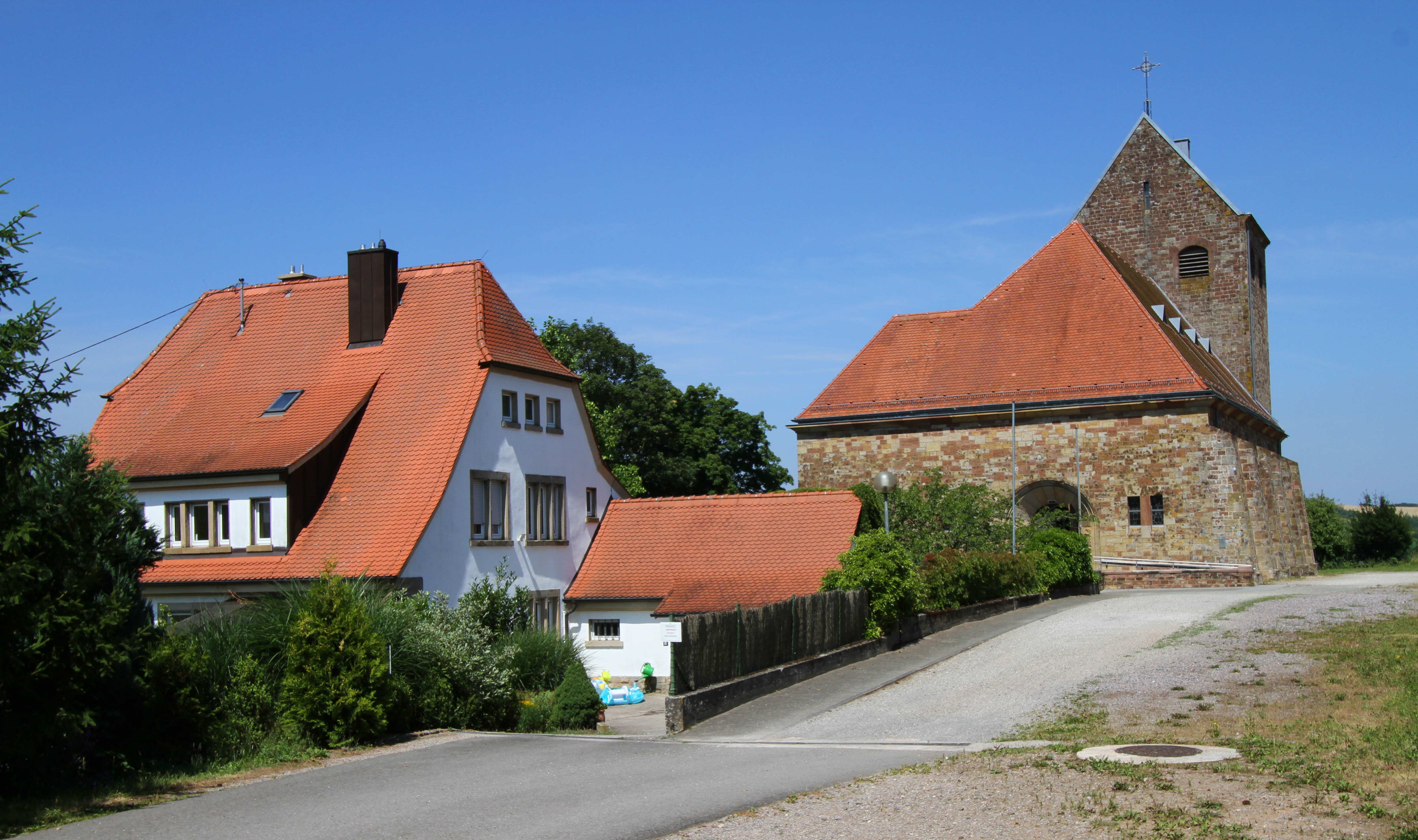
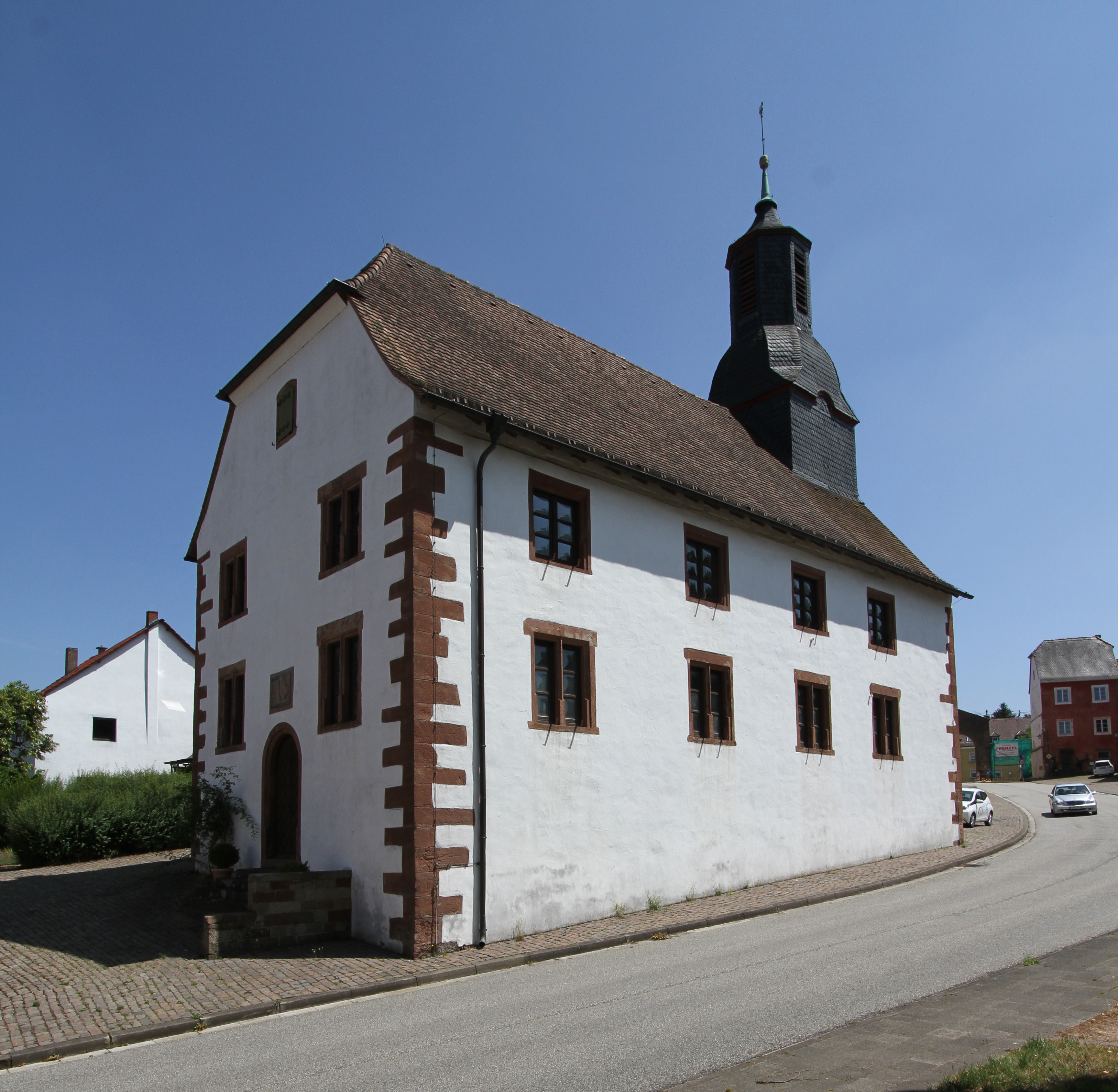